# Enfermedad de La Peyronie
La enfermedad de La Peyronie, también llamada induración plástica del pene o IPP, es una enfermedad de causa desconocida, que se caracteriza por la formación de una banda fibrosa en la túnica albugínea de los cuerpos cavernosos del pene que provoca la desviación o curvatura del pene durante la erección. Dependiendo de la extensión de la banda fibrosa, el proceso puede imposibilitar la penetración o hacer que la erección resulte dolorosa.
Su nombre se debe al médico francés François Gigot de La Peyronie, cirujano del rey Luis XV de Francia, que en 1743 la describió como “la aparición en el pene de un lecho arrosariado de tejido fibroso que origina una incurvación apical durante la erección”.

## Epidemiología
Su prevalencia es aproximadamente de un 1 % en la raza blanca, rara vez entre la raza negra y no ha habido casos descritos entre personas de origen oriental. Aparece en varones de edad media y en aproximadamente un 10 % de los casos se asocia con la Enfermedad de Dupuytren o contractura de la aponeurosis palmar. Menos frecuentes son las asociaciones con la enfermedad de Ledderhose o fibromatosis de la aponeurosis plantar y la existencia de tejido fibroso en el lóbulo de la oreja. Un 75 % de los casos se presenta entre los 45 a 60 años, aunque puede producirse a edades anteriores o más tardías.

## Fisiopatología
El proceso comienza como una reacción inflamatoria entre la túnica albugínea y los cuerpos cavernosos, que finalmente evoluciona hasta que las fibras de colágeno son sustituidas por tejido fibroso no elástico, que constituye la placa característica de la enfermedad. 
Aunque su causa continúa siendo desconocida, las hipótesis existentes llevan a creer que se trata de un proceso inflamatorio de etiología multifactorial que afecta a individuos genéticamente predispuestos. La aparición de anticuerpos antinucleares en un 24 % de los pacientes con esta patología, la hipergammaglobulinemia y la asociación con otras enfermedades fibroplásticas sugieren una base autoinmune.
Dentro de los factores precipitantes que desencadenarían la enfermedad, la teoría más aceptada es que los múltiples microtraumas que sufre el pene durante la actividad sexual provocarían una respuesta inflamatoria en individuos predispuestos que finalmente evolucionaría hacia la fibrosis.
Los principales factores de riesgo son antecedentes de procedimientos invasivos en el pene, trauma en pene flácido o erecto durante el acto sexual, obesidad y tabaquismo. También se ha relacionado con patologías como hipertensión arterial, diabetes mellitus y dislipidemia.
Algunos estudios sugieren que son estos factores los que debilitan los vasos sangúineos y producen su ruptura durante el coito. Esto lleva a la formación de un hematoma y su subsecuente organización como placa fibrosa en individuos predispuestos, por lo que el tratamiento de dichos factores podría prevenir el desarrollo de la enfermedad.
Las personas circuncidadas parecen tener un mayor riesgo de padecer la enfermedad de Peyronie, se especula que esto es debido a las funciones mecánicas del prepucio, el cual absorbe muchas de las tensiones que se producen durante el acto sexual, cuando el prepucio ha sido eliminado por la circuncisión el pene es sometido a fuerzas significativamente más violentas que podrían causar traumas y favorecer la aparición de la enfermedad. Por otro lado los hombres circuncidados al no tener tanta sensibilidad podrían efectuar movimientos más bruscos para tratar de experimentar placer, lo cual también podría causar daños.[cita requerida]

## Síntomas
Los síntomas más habituales de consulta son: la deformidad del pene y dolor durante la erección, así como la disfunción eréctil. El dolor aparece durante la fase inflamatoria de la enfermedad, generalmente es leve y se presenta durante la erección. La incurvación del pene puede ser hacia su cara dorsal, ventral o lateral, produciendo acortamiento de este.
El síntoma principal de la enfermedad de Peyronie es un endurecimiento en el pene, denominado placa, que con el pene en estado de erección causa una retracción del tejido del pene, provocando el encurvamiento. La placa se expande en forma de circunferencia que observada en dirección vertical, ofrece como resultado una constricción en forma de cuello de botella, adoptando una forma cónica o de reloj de arena.
Dependiendo de la extensión de la zona afectada, estos síntomas también pueden aparecer en combinación. En ocasiones puede dar lugar a dolor durante la erección.
El IPP es causa directa de disfunción eréctil, por provocar falta de sensibilidad en el glande. Esto es así, porque la placa progresa entre los tejidos próximos, desplazando nervios y vasos sanguíneos. En casos avanzados, esto tiene como efecto, graves casos de incapacidad para realizar el acto sexual. Por ello la enfermedad puede favorecer la aparición de problemas psicológicos asociados, como disminución de autoestima, depresión e irritabilidad. Lo usual es que la evolución sea progresiva, aunque en ocasiones, alrededor del 20 % de los casos, y en fases incipiente en su desarrollo del mal, pueden producirse mejoras espontáneas sin ningún tratamiento.

## Diagnóstico
Se diagnostica mediante inspección y palpación.

## Tratamiento
El tratamiento mediante cirugía está indicado cuando la enfermedad causa incapacidad para mantener relaciones sexuales satisfactorias, debido a que la incurvación del pene es severa impidiendo la penetración y causando dolor tanto al paciente como a su pareja.  Previamente a realizar la intervención es preciso comprobar la estabilización de la enfermedad, un paciente cuya enfermedad se encuentra en evolución no debe ser intervenido, por la posibilidad de que exista una recidiva posterior que precisaría una segunda intervención.  Por tanto es preciso aguardar a la estabilización de la enfermedad que tiene lugar por término medio entre un año y año y medio tras el inicio de los síntomas.
La cirugía tiene como objetivo enderezar el pene. La técnica más empleada es la plicatura de los cuerpos cavernosos, procedimiento que no actúa sobre la placa de fibrosis, sino sobre la convexidad del pene, rectificándola. Aunque el porcentaje de corrección de la curvatura es elevado, su principal inconveniente es el acortamiento peneano y la disfunción eréctil que aparece en un porcentaje de estos individuos.

## Técnicas quirúrgicas
Existen diversas técnicas quirúrgicas:
- Técnica de Nesbit : Esta técnica se utiliza para enderezar el pene que presenta la curvatura. Este método existe desde 1965 y mediante el mismo se corrige el encurvamiento. Dependiendo del grado de encurvamiento inicial y de la longitud de base, tiene como efecto un acortamiento del pene. Por lo tanto, antes de realizar esta técnica debe ser discutida, objetivamente con el paciente comentando ventajas y posibles inconvenientes.

- Los cortes de placa : En este método, llamado también: técnica de incisiones o técnica de adelgazamiento, la placa no se elimina, sino que se corta y se cubren con material de reemplazo (vena safena, material de colágeno). Este método es adecuado como alternativa a la extracción completa de las placas para casos con placas muy suaves en pacientes jóvenes. Existe el riesgo de que los bordes de la placa se puedan unir de nuevo y reproducirse  de nuevo la curvatura.

- Eliminación de la placa : son procedimientos reconstructivos  complejos, existen desde 1941. La placa se retira y el tejido dañado se reconstruye de nuevo. A diferencia de la técnica de Nesbit descrita anteriormente, la técnica de eliminación de la placa no produce acortamiento en el pene. En ocasiones se utiliza un colágeno biocompatible para la reconstrucción de los tejidos, y remodelar el cuerpo cavernoso.[10]

- Cuando la enfermedad se asocia a disfunción eréctil, puede recurrirse a medicamentos con el sildenafilo. Si existe fallo terapéutico con este medicamento se puede recurrir a prótesis de pene para restablecer la vida sexual del paciente. En muchas ocasiones antes de colocar la prótesis es preciso practicar alguna de las técnicas anteriormente reseñadas.

### Complicaciones de la cirugía
Las complicaciones más frecuentes debidas a la cirugía son aumento de la disfunción eréctil, corrección parcial del problemas, recurrencia de la enfermedad y aparición de nuevas placas, flacidez del glande por lesiones nerviosas, hidrocele, rechazo del injerto e infección de la herida.

## Tratamiento inútiles y peligrosos
Hay personas que afirman que se han curado completamente de esta enfermedad tomando diversos preparados realizados con agua, clara de huevo, cloruro de magnesio disuelto y otras muchas sustancias, o realizando diferentes prácticas físicas. Tales remedios son ineficaces, no existe ninguna evidencia científica para su utilización, y en muchas ocasiones son perjudiciales y peligrosos para la salud. En cambio se sabe que con relativa frecuencia la enfermedad se resuelve espontáneamente sin ningún tipo de tratamiento. Sin embargo, esta posibilidad de una curación espontánea solo existe, según las pautas de la EAU (Asociación Europea de Urología) y las publicaciones de expertos en esta campo, mientras no se ha formado una placa apreciable al tacto.